# تيرامين
التيرامين (بالإنجليزية: Tyramine) (أو 4-هيدروكسي فينيثيل أمين) هو مركب كيميائي طبيعي مشتق من الحمض الأميني تيروسين. يقوم التيرامين بدور عامل مطلق للكاتيكولامين. ولإنه لا يعبر الحاجز الدموي الدماغي، لذلك يتسبب بتأثيرات لا نفسية محيطية ودية. إن نوبة فرط الضغط قد تحدث بسبب تنوال كميات من طعام غني التيرامين بالمزامنة مع مثبطات أكسيداز أحادي الأمين.

## تيرامين
التيرامين، يُعرف أيضًا بعدة أسماء أخرى، هو أحد الأمينات النزرة الناتجة طبيعيًا التي تُشتق عن الحمض الأميني التيروسين. يعمل التيرامين كعامل محرر للكاتيكولامين. تجدر الملاحظة أن التيرامين غير قادر على عبور الحاجز الدماغي الدموي، إذ يسبب بعد ابتلاعه حدوث تأثيرات محيطية محاكية الودي غير نفسانية المفعول. مع ذلك، قد يؤدي تناول الأطعمة الغنية بالتيرامين أيضًا إلى تحريض أزمة ارتفاع الضغط عند تزامنها مع استخدام مثبطات أكسيداز أحادي الأمين (إم إيه أو آي إس).

## التأثيرات الفيزيائية وعلم الأدوية
استطاعت التحاليل التالية للوفاة تقديم الأدلة المثبتة لوجود التيرامين داخل دماغ الإنسان. بالإضافة إلى ذلك، أدى اكتشاف المستقبلات المقترنة بالبروتين «جي» ذات التقارب المرتفع من التيرامين، التي تُعرف باسم «تي إيه إيه آر 1»، إلى كشف احتمالية عمل التيرامين بشكل مباشر كمعدّل عصبي. توجد مستقبلات «تي إيه إيه آر 1» في الدماغ، بالإضافة إلى النسج المحيطية، بما في ذلك الكليتين. يرتبط التيرامين مع «تي إيه إيه آر 1» كناهض لدى الإنسان.
يخضع التيرامين للاستقلاب الفيزيولوجي بواسطة أكسيداز أحادي الأمين (بشكل أساسي «إم إيه أو – إيه»)، و«إف إم أو 3»، و«بّي إن إم تي»، وبيتا – هيدروكسيلاز الدوبامين وسيتوكروم «2 دي 6». تعمل إنزيمات أكسيداز أحادي الأمين لدى الإنسان على استقلاب التيرامين إلى 4 – هيدروكسي فينيل أستيل ألدهيد. في حال تقوض عملية استقلاب أحادي الأمين نتيجة لاستخدام مثبطات أكسيداز أحادي الأمين (إم إيه أو آي إس) بالإضافة إلى تناول الأطعمة الغنية بالتيرامين، قد تتحرض أزمة ارتفاع الضغط، إذ يمكن للتيرامين أيضًا الحلول محل أحاديات الأمين المخزنة، مثل الدوبامين، والنور أدرينالين والإيبينفرين، من الحويصلات قبل المشبكية. يُعتبر التيرامين «ناقلًا عصبيًا كاذبًا»، إذ يدخل النهايات العصبية نورأدينالينية الفعل ويحل محل كميات كبيرة من النور إيبينفرين، الذي يدخل بدوره مجرى الدم مسببًا تضيق الأوعية الدموية.
بالإضافة إلى ذلك، ثبت أن الكوكايين قادر على كبح ارتفاع ضغط الدم الذي يُعزى في الأصل إلى التيرامين، إذ يرجع ذلك إلى دور الكوكايين في منع إعادة امتصاص الأدرينالين إلى الدماغ.
اكتُشفت هذه العلامات الأولى لهذا التأثير بواسطة صيدلي بريطاني بعد ملاحظته إصابة زوجته، التي واظبت في ذلك الوقت على تعاطي الأدوية المثبطة لأكسيذار أحادي الأمين، ومعاناتها من صداع شديد عند تناول الجبن. لهذا السبب، يُعرف هذا التأثير باسم «رد فعل الجبن» أو «أزمة الجبن»، على الرغم من قدرة أطعمة أخرى على تحريض نفس المشكلة.
لا تحتوي غالبية الأجبان المعالجة على كمية كافية من التيرامين لإحداث تأثيرات ارتفاع الضغط، بعكس بعض أنواع الجبنة القديمة (مثل جبن ستيلتون).
قد يؤدي اتباع الأنظمة الغذائية ذات النسب المرتفعة من التيرامين (أو الأنظمة الغذائية المتضمنة التيرامين بالتزامن من تعاطي مثبطات أكسيذار أحادي الأمين) إلى تحريض الاستجابة التيرامينية الرافعة للضغط، التي تنطوي على ارتفاع بمقدار 30 ملم زئبقي أو أكثر في ضغط الدم الانقباضي. يُعتقد أن الزيادة في إفراز النور إيبينفرين (النور أدرينالين) من العصارة الخلوية العصبونية أو حويصلات التخزين قادرة على إحداث التضيق الوعائي ورفع معدل ضربات القلب وضغط الدم الخاص بالاستجابة التيرامينية الرافعة للضغط. في الحالات الشديدة، قد تتطور أيضًا الأزمة أدرينالية الفعل. على الرغم من بقاء الآلية غير واضحة، فإن استهلاك التيرامين من شأنه أيضًا تحريض هجمات الصداع النصفي لدى الأفراد ذوي الحساسية العالية وقد يؤدي حتى إلى حدوث السكتة الدماغية. يلعب كل من توسع الأوعية، والدوبامين وعوامل الدورة الدموية دورًا بارزًا في حدوث الصداع النصفي. تشير التجارب مزدوجة التعمية إلى إمكانية اعتبار تأثيرات التيرامين على الصداع النصفي أدرينالية الفعل.
تكشف الأبحاث رابطًا محتملًا بين الصداع النصفي والمستويات المرتفعة من التيرامين. في أشارت مراجعة لعام 2007 منشورة في مجلة العلوم العصبية إلى ترافق الصداع النصفي والأمراض العنقودية بزيادة في دوران النواقل العصبية والمعدّلات العصبية (بما في ذلك التيرامين، والأوكتوبامين والسينيفرين) في كل من منطقة تحت المهاد، واللوزة الدماغية والجهاز دوباميني الفعل. يظهر الأفراد المصابون بالصداع النصفي بشكل مفرط بين أولئك الذين يختبرون نقصًا في الأكسيداز أحادي الأمين الطبيعي، ما يؤدي إلى تطور مشاكل مشابهة لتلك التي تصيب الأفراد المتعاطين لمثبطات «إم إيه أو». يحتوي الكثير من محرضات هجمات الصداع النصفي على نسب عالية من التيرامين.
مع ذلك، يؤدي التعرض المتكرر للتيرامين إلى انخفاض شدة الاستجابة الرافعة للضغط؛ يتفكك التيرامين معطيًا الأوكتوبامين، الذي يُعبأ بعد ذلك ضمن الحويصلات المشبكية مع النور إيبينفرين (النور أدرينالين). نتيجة لذلك، بعد التعرض المتكرر للتيرامين، يرتفع منسوب الأوكتوبامين في هذه الحويصلات مع انخفاض نسبي في كمية النور إيبينفرين. عند إفراز هذه الحويصلات نتيجة تناول التيرامين، تحدث درجة أضعف من الاستجابة الرافعة للضغط، نظرًا إلى إفراز كمية أقل من النور إيبينفرين إلى المشبك، بالإضافة إلى افتقار الأوكتوبامين للقدرة على تنشيط المستقبلات ألفا أو بيتا أدرينالية الفعل.
عند استخدام مثبطات أكسيداز أحادي الأمين (إم إيه أو آي إس)، يلزم تعاطي ما يقارب 10 إلى 25 ملغ من التيرامين من أجل إحداث رد فعل شديد، مقارنة بما يتراوح بين 6 و10 ملغ لرد الفعل المعتدل.

## معرض صور